# Antologia rușinii

„Antologia rușinii” a fost o rubrică redactată de Virgil Ierunca în diverse publicații apărute în exil, în care erau reproduse texte dedicate conducerii comuniste din România, în special lui Nicolae și Elenei Ceaușescu. Titulatura rubricii se poate explica în două moduri. Astfel, „rușinea” era a unor scriitori români apreciați ce au ales să scrie la comandă pentru foloase materiale și alte privilegii. În al doilea rând, producțiile, cel mai adesea neizbutite din punct de vedere estetic sau adoptând un ton emfatic, vorbeau despre reușite fictive ale regimului, neconcordante cu situația reală a țării și a românilor.
Într-un preambul cu valoare programatică la această antologie, Ierunca scria: "Ea (Antologia rușinii - n.n.) va înregistra - cu cel mai mare dezgust - acele texte care vor ieși din comun prin stupiditatea , servilitatea și neobrăzarea lor. Ca într-un fel de oglindă a degradării vor figura aici cei care și-au pierdut nu numai conștiința, ci și măsura. Măsura supușeniei lor fată de regimul care a răpit României libertatea de a fi. De textele acestea, dar nu numai de ele, va trebui să ne amintim bine atunci când vom incheia socotelile cu cei care azi întrec măsura propriei lor prostituții spirituale."

## Prezentare
Lista „Antologiei rușinii” este deschisă imediat după înscăunarea la putere în 1945 a partidului comunist, prin ciclul de impresii din Uniunea Sovietică ale lui Mihail Sadoveanu, intitulate „Lumina vine de la Răsărit!”, continuată cu articolul lui Sorin Toma, „Poezia putrefacției sau putrefacția poeziei” (publicat în trei numere consecutive din ianuarie 1948 ale ziarului „Scînteia”, menit să anuleze numele lui Tudor Arghezi din istoria literaturii române). A urmat alocuțiunea lui George Călinescu din 1950 în Academia Republicii Populare Române, prin care era omagiat A. Toma (poet obscur, ajuns în 1948 membru al Academiei). În 1949, președintele Academiei, Traian Săvulescu, o elogiază pe sculptorița sovietică Vera Muhina, adăugând: „în timp ce arta lui Brâncuși agonizează și se destramă în distincțiunea câtorva snobi”. Maria Banuș scrie în 1950 piesa de teatru Ziua cea Mare, în care se arată viața fericită a țăranilor dintr-un sat colectivizat. Un an mai târziu, Mihai Beniuc, președinte al Uniunii Scriitorilor din România, definește poetul realist socialist astfel:
„Acesta (poetul realismului socialist – n.n.) trebuie să fie un filosof cunoscător al celor mai înalte idei ale timpului, [...] spre care au deschis drum Marx, Engels, Lenin și Stalin, [...] un activist în slujba construirii socialismului.”—Mihai Beniuc, 1951
Tot Beniuc scrie poemul „Cântec pentru Tovarășul Gheorghiu-Dej” (1951). Petru Dumitriu este autorul romanelor Drum fără pulbere și Pasărea furtunii, în care autorul se entuziasmează de realizarea Canalului Dunăre-Marea Neagră.

## Citate
- Nicolae Manolescu, „Tinerii muncitori în creația literară contemporană” (Contemporanul, nr. 18, 14 mai 1962) În fabrici, pe șantiere sau în gospodării agricole colective, tineretul participă cu entuziasm la desăvârșirea construcției socialismului. În condițiile preluării puterii de către clasa muncitoare, un relief deosebit l-au căpătat tinerii muncitori. Ei și-au însușit socialismul ca pe un mod de viață, identificându-se cu peisajul inedit al țării. (...) Ce a însemnat Revoluția socialistă pentru tot acest tineret osândit la nerealizare (sub burghezie) e ușor de înțeles. În peisajul țării, devenit un imens șantier, literatura a surprins nemaipomenita dezlănțuire de energii, munca trepidantă, entuziasmul sutelor de mii de tineri, închinând o laudă tinereții... o laudă efortului uman eliberat. (...) Devotamentul și eroismul acestor tineri, născuți și crescuți după Eliberare, educați în spiritul moralei comuniste, trebuie să facă obiectul unor opere pe măsura cerințelor epocii noastre.
- Nicolae Manolescu, „Înnoire” (Contemporanul, nr. 34, 24 aug. 1962) Literatura realist-socialistă este, prin natura ei, o literatură a valorilor etice, surprinzînd mutațiile profunde, determinate în conștiință de ideea socialismului, promovând idealuri de viață noi, îndeplinind, adică, un rol educativ însemnat în formarea omului epocii noastre... Noul conținut al literaturii noastre e dat, de fapt, de reflectarea procesului istoric al construirii societății fără exploatare, de reflectarea procesului adînc în care esența umană eliberată de vechile orînduiri este redată omului. (...) Înzestrați cu cunoașterea științifică a realității, scriitorii noștri reflectă cu perspicacitate desăvîrșirea făuririi construcției noi, socialiste, reflectă chipul omului nou, constructor al societății viitorului. Acesta este în primul rând muncitorul comunist. E o mare cucerire a literaturii noastre contemporane zugrăvirea acestui erou al revoluției.
- Horia Lovinescu, „Secolului Ceaușescu” (1973).
- Zoe Dumitrescu Bușulenga, cu prilejul alegerii lui Nicolae Ceaușescu ca președinte de onoare al Academiei Republicii Socialiste România: „Trăim un al doilea secol al lui Pericle!”
- Virgil Carianopol, „Omagiu” (1979):
Prin noi,poeții, tot poporul nostru
Care vă știe somnul nedormit
Pentru această Patrie de aur
Vă vrea un drum de viață fericit.
- Eugen Barbu, în volumul Buchet de purpură și soare. Flori alese din creația închinată tovarășei Elena Ceaușescu, (1988): „Înalta Doamnă a Țării!”
- Corneliu Vadim Tudor, „Urări de iarnă” (1980):
Și pentru astea, deci, l-am ales noi iară
pe Ceaușescu-al nostru, iubit conducător,
pentru a fi puternici, stăpâni la noi în țară,
spre a zidi sub soare un falnic viitor.
Și-alăturea de dânsul, tovarăș și soție
se află-n cinstea țării un chip frumos și blând,
ea azi întruchipează noblețea pururi vie
a marilor românce născute pe pământ.
- Nicolae Manolescu, „Mult stimate tovarășe secretar general Nicolae Ceaușescu” (1981):
Domnia Voastră ați instaurat legalitatea, dar ați lichidat și un anumit monopol care a existat până în anii 50, și nu numai până atunci, și care tindea să împartă pe scriitori în două, cei care erau cu literatura și cei care erau împotriva partidului. Ceea ce am numit eu «Politica Ceaușescu» a fost tocmai lichidarea acestor «drepturi» de obicei ale unor uzurpatori, a unora, foarte puțini, de a se erija ca adevărați iubitori de țară, a iubirii de partid.
- Bokor Katalin, „Omagiu" („Scînteia”, 7 ianuarie 1982):
Sunteți un erou al acestei țări
[...] iar eroii muncii
Aduc pacea în lume; de-aceea
Sunt frumoși ca luna mai
Sunt buni ca razele soarelui
Și puternici ca uriașii.
Sunteți un erou al acestei țări
Un erou al muncii.
- Ana Blandiana, „Partid” (1983):
Candoarea mi-a-nflorit în ochi definitiv / Cu-ntâiul plâns în curtea școlii sub castani / Când clasa mea primea cravata roșie festiv, / Și sufeream respinsă grav de colectiv  / Că nu-mplinism încă nouă ani. // Candoarea mi-a crescut de-atuncea dureros,  /  Cu brațul ridicat deaspura frunții mult,  / Simbolizând că viața-mi va fi socotită mai prejos  / Decât tulburătorul luptelor tumult, / Că niciodată n-am să mă separ orgolios  / De imnul colectiv și luminos.  //  Candoarea scrijelată de mâna ta lucid / În ochii mei, dramatic deschiși spre mâna ta,  / Oricâte maluri s-ar sedimenta,  / Nu-mi vor putea-o șterge.  / Candoarea ca un zid  / Va măsura maturitatea mea, Partid.
- Dumitru Ion Dincă, „Cântec eroinelor”, în volumul Din fiecare inimă a țării. Omagiu tovarășei Elena Ceaușescu, (1983):
Cu grija femeii românce pentru prunc, pentru casă și țară
Elena Ceaușescu, revoluționar încercat
împătimită de aerul tare-al dreptății
ne-a redat nouă, tinerilor de astăzi
demnitatea deplină.
- Virgil Teodorescu, „Cu glasul țării, La Mulți Ani!” (cu prilejul zilei de naștere a Elenei Ceaușescu, „Scînteia”, 7 ianuarie 1984):
Figura-i luminată de ochi ce văd departe,
Un dar frumos al harnicei naturi
Și blânda energie ivită-n trăsături
e un model perpetuu pentru arte.